# Colchane
Colchane är en kommun i Chile.   Den ligger i provinsen Provincia del Tamarugal och regionen Región de Tarapacá, i den norra delen av landet, 1 600 km norr om huvudstaden Santiago de Chile.
Omgivningarna runt Colchane är i huvudsak ett öppet busklandskap. Trakten runt Colchane är nära nog obefolkad, med mindre än två invånare per kvadratkilometer.